# Ilyushin Il-114

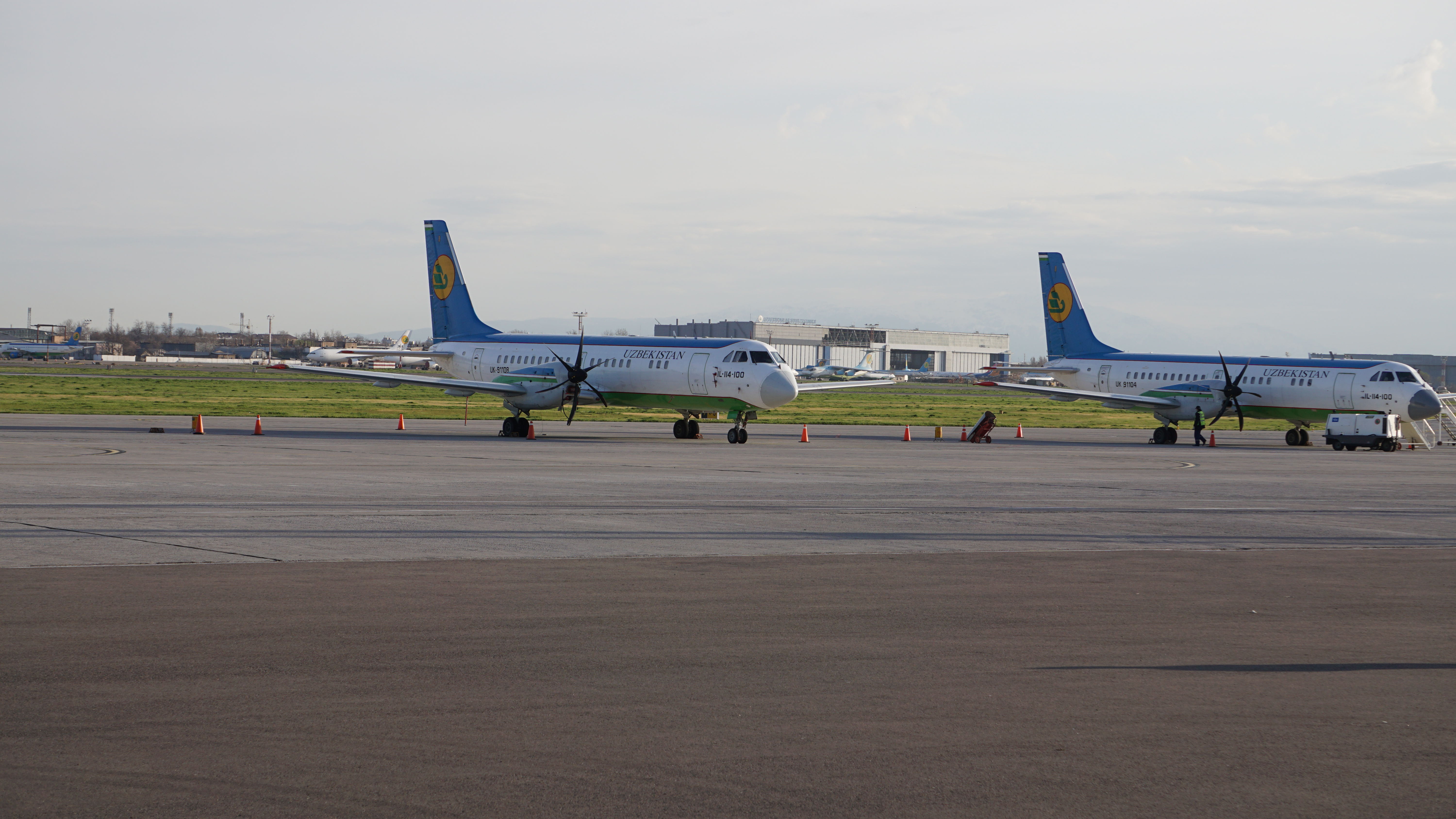
Dos Il-114 en servicio de Uzbekistan Airways

El Ilyushin Il-114 (en ruso: Ил-114) es un avión regional de pasajeros ruso que realizó su primer vuelo el 29 de marzo de 1990. Diseñado para reemplazar al Antonov An-24 en vuelos regionales, tiene capacidad para transportar hasta 64 pasajeros. 
La disolución de la Unión Soviética impidió que se construyera en grandes cantidades. Se construyeron en total 20 aviones.

## Desarrollo
La OKB Ilyushin comenzó a diseñar en 1986 un avión regional que reemplazara a la familia Antonov An-24 y An-26. El avión debería ser capaz de transportar a 60 pasajeros a una distancia máxima de 1000 kilómetros y operar desde aeródromos poco preparados. 
El diseño resultante fue el Il-114. Se trataba de un bimotor de alas de implantación baja propulsado por motores Klimov TV7-117. La estructura del avión incluía el uso de material compuesto en partes no estructurales del fuselaje. Incorporaba instrumentos de vuelo electrónicos, lo que permitía reducir la tripulación a dos personas. 
El Il-114 era capaz de transportar 64 pasajeros, con zonas de equipaje en la parte delantera y posterior del fuselaje. 
El primer vuelo tuvo lugar el 29 de marzo de 1990. El desarrollo del avión se retrasó debido a dificultades técnicas, particularmente con la planta motriz, y a las dificultades de financiación. El segundo prototipo voló el 24 de diciembre de 1991. El avión iba a ser fabricado en Taskent, Uzbekistán. 
La disolución de la Unión Soviética dejó el programa con una severa escasez de fondos, además del hecho de que Uzbekistán era ahora un país independiente. 
El segundo prototipo se estrelló durante un vuelo de prueba el 5 de julio de 1993 y el gobierno ruso quitó la financiación del programa, pero la OKB continuó el desarrollo con sus propios fondos, obteniendo la certificación de la aeronave en 1997. 
Ilyushin también desarrolló una versión de carga, denominada Il-114T, cuyo primer vuelo fue el 14 de septiembre de 1996. Como característica particular, este modelo no tenía rampa trasera, como es habitual en los aviones de carga, sino una puerta lateral en la parte posterior del fuselaje. Solo se construyeron dos prototipos. 
En 1999 Ilyushin equipó el Il-114 con motores y aviónica occidental con el fin de obtener compradores para el avión. El 29 de enero de 1999 tuvo lugar el primer vuelo del Il-114-100, equipado con motores Pratt  & Whitney Canada PW127H.

## Historia operacional
Prácticamente el único comprador del Il-114-100 fue Uzbekistan Airways, que en la actualidad opera 4 aviones, y mantiene otros 3 a la espera de reparaciones. 
La aerolínea Vyborg en Rusia operó dos aeroneves de este modelo equipados con motores Klimov.

## Actualidad
La caída de la Unión Soviética impidió que el Ilyushin Il-114 fuera construido en grandes cantidades, como estaba planeado; con ello, la flota rusa de An-26 continúa en servicio y el problema de su reemplazo sigue vigente. Adicionalmente, Antonov ahora es una empresa ucraniana.
Sin embargo, Rusia y Ucrania desarrollaron y comenzaron la producción del avión regional Antonov An-140. Pero la crisis ucraniana, la guerra que le siguió y las sanciones internacionales contra Rusia ocasionaron que ésta cancelara su participación en la fabricación del avión y se retirara del proyecto.
Con ello, volvió el problema de la necesidad de un avión regional, y a fines de 2014, el gobierno ruso apostó por financiar el reinicio de la producción del Il-114, asignando su construcción a una fábrica rusa y con actualizaciones modernas. Se espera que para 2022 la producción sea de 12 aviones anuales.

## Variantes
- Il-114 - El primer modelo de producción.
- Il-114-100 - Variante con motores Pratt & Whitney Canada PW127H. Realizó su primer vuelo el 26 de enero de 1999 en Taskent.
- Il-114-300 - Variante para 52 pasajeros, con fuselaje corto.
- Il-114T - Versión de carga. Il-114T entregado a Zhukovski para la realización de pruebas para la certificación en marzo de 2001. Dos aviones se han construido en abril de 2001.
- Il-114P - Versión para patrullaje marítimo.
- Il-114MP
- Il-114FK - militar de reconocimiento, ELINT, constructor de la foto o mapa cartográfico versión.
- Il-114PR - SIGINT / AEW
- Il-140 - AWACS
- Il-140M - de patrulla marítima, vigilancia ecológica, de búsqueda y rescate.

## Operadores
Rusia
- Vyborg (2 unidades)
- Kyrov Air Enterprise

 Uzbekistán
- Uzbekistan Airways (5 unidades)

## Especificaciones
| Tripulación de cabina           | 2                                            | 2                                                            | 2                                             | 2                                            |        |        |
| Capacidad                       | 64                                           | 64                                                           | 52                                            |                                              |        |        |
| Largo                           | 26.877 m (88 ft 2 in)                        | 26.877 m (88 ft 2 in)                                        | 26.877 m (88 ft 2 in)                         | 26.877 m (88 ft 2 in)                        |        |        |
| Envergadura                     | 30 m (98 ft)                                 | 30 m (98 ft)                                                 | 30 m (98 ft)                                  | 30 m (98 ft)                                 |        |        |
| Wing Sweepback                  | 3,1°                                         | 3,1°                                                         | 3,1°                                          | 3,1°                                         |        |        |
| Altura                          | 8,32 m (27 ft 4 in)                          | 8,32 m (27 ft 4 in)                                          | 8,32 m (27 ft 4 in)                           | 8,32 m (27 ft 4 in)                          |        |        |
| Anchura de la cabina            | 2,64 m                                       | 2,64 m                                                       | 2,64 m                                        | 2,28 m                                       |        |        |
| Anchura del fuselaje            | 2,86 m                                       | 2,86 m                                                       | 2,86 m                                        | 2,86 m                                       | 2,86 m | 2,86 m |
| Carga útil                      | 6500 kg (14.000 lb)                          | 6500 kg (14.000 lb)                                          | 6500 kg (14.000 lb)                           | 7000 kg (15.000 lb)                          |        |        |
| Máximo peso cargado             | 23.500 kg (51.800 lb)                        | 23.500 kg (51.800 lb)                                        | 23.500 kg (51.800 lb)                         | 23.500 kg (51.800 lb)                        |        |        |
| Velocidad de crucero            | 500 km/h (310 mph)                           | 500 km/h (310 mph)                                           | 500 km/h (310 mph)                            | 500 km/h (310 mph)                           |        |        |
| Capacidad de carga              | ?                                            | ?                                                            | ?                                             | 76 m³ (2700 ft³)                             |        |        |
| Máximo Rango de carga útil      | 1000 km (620 mi)                             | 1400 km (870 mi)                                             | 2100 km (1302 mi)                             | 1000 km (620 mi)                             |        |        |
| Rango de despegue               | 1100 m (3600 ft)                             | 1500 m (4950 ft)                                             | 1160 m (3828 ft)                              | 1100 m (3600 ft)                             |        |        |
| Máxima capacidad de combustible | 8360 L (2210 US gal)                         | 8360 L (2210 US gal)                                         | 8360 L (2210 US gal)                          | 8360 L (2210 US gal)                         |        |        |
| Techo de vuelo                  | 7600 m (25.000 ft)                           | 7600 m (25.000 ft)                                           | 7600 m (25.000 ft)                            | 7600 m (25.000 ft)                           |        |        |
| Motor (× 2)                     | Klimov TV7-117S turboprop, 2500 hp (1900 kW) | turbohélice Pratt & Whitney Canada PW127Н, 2645 hp (1972 kW) | Klimov TV7-117SM turboprop, 2650 hp (1980 kW) | Klimov TV7-117S turboprop, 2500 hp (1900 kW) |        |        |

### Aeronaves similares
- Bombardier Dash 8
- Xian MA60
- ATR 72
- BAe ATP
- Saab 2000
- Antonov An-24
- CASA 3000

### Listas relacionadas
- Aviones de pasajeros de Ilyushin: Il-12 · Il-14 · Il-18 (1947) · Il-18 · Il-62 · Il-86 · Il-96 · Il-114